# More Christmas 2012
More Christmas 2012 er et dansk opsamlingsalbum med julemusik udgivet den 5. november 2012 på disco:wax, MBO og Sony Music Albummet modtog i december 2012 guld for 10.000 solgte eksemplarer.

## Spor

### CD 1
- Queen - "Thank God It's Christmas"
- Wham! - "Last Christmas"
- MC Einar - "Jul det' cool"
- Drengene fra Angora - "Jul i Angora"
- Juice, S.O.A.P., Christina & Remee - "Let Love Be Love"
- Thomas Helmig & Søs Fenger - "Når sneen falder"
- Brenda Lee - "Rockin' Around the Christmas Tree"
- José Feliciano - "Feliz Navidad"
- Diskofil - "Søren Banjomus"
- Gnags - "Gnags' julesang"
- Frederik - "Juletræet med sin pynt"
- Ida Corr - "Merry Christmas to U All"
- Pernille Vallentin - "Santa Baby"
- Anne Linnet - "Lille Messias"
- Dicte - "Drømte mig en lille drøm"
- Troels Lyby - "Lad det sne"
- Sys Bjerre - "Det'cember"
- Martin Brygmann & Maria Lucia - "Julen rammer som en lammer"
- Dalton - "Daltons julesang"
- Gasolin' - "Endelig jul igen"

### CD 2
- Band Aid - "Do They Know It's Christmas?"
- Elton John - "Step into Christmas"
- Shu-bi-dua - "Den himmelblå"
- Bing Crosby - "White Christmas"
- Dean Martin - "Let It Snow! Let It Snow! Let It Snow!"
- Tony Bennett - "Winter Wonderland"
- Liz Mitchell - "This Holy Night"
- Natasha Bedingfield - "Shake Up Christmas" 2011 (Official Coca-Cola Christmas Song)
- Aqua - "Spin Me a Christmas"
- Lady Gaga - "Christmas Tree" (Feat. Space Cowboy)
- Britney Spears - "My Only Wish (This Year)"
- The Killers - "Don't Shoot Me Santa"
- 'N Sync - "Merry Christmas, Happy Holidays"
- Jessica Simpson & Nick Lachey - "Baby, It's Cold Outside"
- Søs Fenger - "I'll Be Home for Christmas"
- Elvis Presley - "Blue Christmas"
- Frank Sinatra - "Jingle Bells"
- Martin Brygmann & Bent Fabricius-Bjerre - "When You Wish Upon a Star"
- Céline Dion - "Happy Xmas (War Is Over)"
- D-A-D - "Sad Sad Xmas"

### CD 3
1. Slade - "Merry Xmas Everybody"
2. Darleens - "It's Gonna Be a Cold Cold Christmas"
3. The Jackson 5 - "Santa Claus Is Coming to Town"
4. The Supremes - "Rudolph the Red Nosed Reindeer"
5. Stevie Wonder - "Silver Bells"
6. Anden - "Jul På Vesterbro"
7. De Glade Sømænd - "Jeg så julemanden kysse mor"
8. Johnny Logan - "Another Christmas Song"
9. The Antonelli Orchestra - "This Christmas"
10. Fallulah - "Carol of the Bells"
11. Chris de Burgh - "On a Christmas Night"
12. OneRepublic - "Christmas Without You"
13. Jimmy Jørgensen, Annika Aakjær & Chapper - "Stjernestøv"
14. Szhirley - "Se Det Sne"
15. Kaya Brüel - "Silent Night"
16. Nicolas Bro - "Når du ser et stjerneskud"
17. Vocaloca - "The Christmas Song"
18. Stig Rossen - "Nu tændes 1000 julelys"
19. Diana Krall - "Have Yourself a Merry Little Christmas"
20. ABBA - "Happy New Year"

## Hitlister og certificeringer

### Hitlister
| Hitliste (2012)              | Højeste placering |
| ---------------------------- | ----------------- |
| Danmark (Compilation Top-10) | 3                 |

### Certificeringer
| Land (Organisation) | Certificering |
| ------------------- | ------------- |
| Danmark (IFPI)      | Guld          |